# Boodontinae
Los boodontinos (Boodontinae) son una subfamilia de serpientes de la familia Colubridae que incluye varios géneros de culebras autóctonas de Europa, África, Asia.

## Géneros
- Boaedon
- Bothrolycus
- Bothrphthalmus
- Buhoma
- Chamaelycus
- Dendrolycus
- Dipsina
- Dromophis
- Duberria
- Gonionotophis
- Grayia
- Hormonotus
- Lamprophis
- Lycodonomorphus
- Lycophidion
- Macroprotodon
- Mehelya
- Montaspis
- Pseudaspis
- Pseudoboodon
- Pythonodipsas
- Scaphiophis

- Datos: Q1951491
- Multimedia: Boodontinae / Q1951491